# Z partyjnym pozdrowieniem. 12 hitów w stylu lambada hardcore
Z partyjnym pozdrowieniem. 12 hitów w stylu lambada hardcore – debiutancki album zespołu Big Cyc wydany w 1990 przez Polskie Nagrania „Muza”. Płyta zawiera m.in. przeboje „Berlin Zachodni”, „Piosenka góralska” i „Ballada o smutnym skinie”, a także piosenkę „Dzieci Frankensteina” uznawaną przez muzyków grupy za pierwszy przykład rapu w historii polskiej fonografii. Nagrania dokonane zostały w Izabelin Studio. Szacuje się, że na rynku dostępnych było ponad milion pirackich kopii albumu, które ukazały się głównie na kasetach magnetofonowych.
Podczas kampanii wyborczej przez wyborami prezydenckimi w 1990 członkowie zespołu przeprowadzili kilka akcji happeningowych, które m.in. za pomocą ulotek nawoływały do głosowania na babcię klozetową (nawiązanie do bohaterki piosenki „Wielka miłość do babci klozetowej”).
Z okazji 30-lecia działalności zespołu nakładem Hussar Records ukazała się w 2018 reedycja albumu wydana w dwóch wersjach (limitowanej i standardowej) na płycie analogowej.
11 czerwca 2025 r., album uzyskał status złotej płyty.

## Lista utworów
Opracowano na podstawie materiału źródłowego:
strona A
1. „Berlin Zachodni” – 3:51
2. „Durna piosenka” – 3:34
3. „Niedziela” – 2:30 (Zbigniew Podgajny, Jacek Grań)
4. „Aktywiści” – 4:04
5. „Wielka miłość do babci klozetowej” – 3:54
6. „Kapitan Żbik” – 2:45

strona B
1. „Piosenka góralska” – 2:09
2. „Dzieci Frankensteina” – 3:26
3. „Kontestacja” – 3:49
4. „Orgazm” – 2:23
5. „Sąsiedzi” – 3:10
6. „Ballada o smutnym skinie” – 5:52

## Twórcy
Opracowano na podstawie materiału źródłowego:
- Jacek Jędrzejak – gitara basowa, wokal
- Andrzej Puczyński – realizacja nagrań
- Roman Lechowicz – gitara, wokal wspierający
- Jarosław Lis – perkusja, wokal
- Jan Lizikowski – producent muzyczny
- Piotr Łopatka – okładka
- Krzysztof Skiba – wokal wspierający
- Paweł Zimnicki – fotografia

## Wydania
Opracowano na podstawie materiału źródłowego:
- 1990: Polskie Nagrania „Muza” – LP (SX 2910)
- 1990: Polskie Nagrania „Muza” – CC (CK1057!)
- 1991: Tommy – CD (CD 3)
- 1995: Silverton – CD (STCD 26-95)
- 2006: Rebel – CD (FCD238)
- 2018: Hussar Records – LP[6]
- 2020: Rock Revolution - CD